# .cat
El domini .cat és el domini de primer nivell patrocinat (sponsored TLD en anglès) d'Internet per a la llengua i cultura catalanes. Fou aprovat oficialment a la 1:04 (hora catalana) del 16 de setembre del 2005 per la ICANN. És gestionat per la Fundació puntCAT.
El domini .cat és el primer domini per a una comunitat lingüística i cultural. Els criteris per tal que un lloc web tingui el domini .cat són que sigui en català o que estigui relacionat amb la cultura catalana. Resta prohibit explícitament per la ICANN la utilització del domini .cat per a pàgines de gats (cat en anglès), llevat que siguin en català o tinguin a veure amb la cultura catalana.

## L'alfabet català als noms de domini
Des del seu inici, el domini .cat implementa l'especificació IDN (Internationalized Domain Names, noms de domini internacionalitzats), que permet la utilització de caràcters de llengües diferents de l'anglès. D'aquesta manera, els noms de dominis .cat poden dur qualsevol caràcter de l'alfabet català, a excepció de l'apòstrof. Això inclou noms de domini amb accents, la ela geminada, la dièresi o la ce trencada.
El domini .cat és un dels primers dominis a implementar IDN, junt amb el de Xile (.cl).

## Registre progressiu
El domini .cat va tenir el següent calendari de registre progressiu, dividit en tres fases:
- La primera fase de registre es va obrir a les 17 hores (hora catalana) del dia 13 de febrer de 2006 i durà fins al 21 d'abril. Aquesta fase està restringida a les entitats que tinguin una especial vocació amb la promoció de la llengua i la cultura catalanes.
- La segona fase de registre oberta a tothom, començà el 20 de febrer de 2006 i durà fins al 21 d'abril. Es va reservar a entitats de tota classe amb presència en català a Internet.
- La tercera fase, començà el 27 de febrer (una setmana més tard del previst), fins al 21 d'abril de 2006, en paral·lel a la segona, i es reserva a les més de 68.000 persones, entitats i empreses que es van adherir a la campanya de suport a la candidatura del .cat.

El registre progressiu és un fet comú en el desplegament de nous dominis.

## Història
El 1996 es va iniciar la campanya per aconseguir el domini territorial .CT. Més endavant, els impulsors d'aquesta campanya van crear l'ADD.CT, "Associació per a l'homologació ISO 3166 dels abreujaments CT i CAT", que va esdevenir cofundadora de l'Associació puntCAT, el 2001, per aconseguir un domini ampliat a la comunitat lingüística i cultural catalana, aprofitant les possibilitats dels nous dominis patrocinats.
El 16 de març del 2004 l'Associació puntCAT va presentar la candidatura del domini .cat davant de la ICANN, apostant per un domini de tres lletres associat a la llengua i cultura catalanes i renunciant al domini .ct relacionat amb un territori. La candidatura va rebre el suport de 68.000 persones, empreses i entitats, nombre mai assolit per cap altra candidatura; a més de la complicitat d'algunes institucions catalanes. El 15 de setembre de 2005, a les 23:04 GMT, l'Internet Corporation for Assigned Names and Numbers va aprovar el domini .cat per a la llengua i la cultura catalana a Internet. El primer lloc web operatiu, domini.cat, de la Fundació puntCAT, entrà en funcionament el 21 de desembre del 2005
El febrer de 2006, el secretari de la Presidència de la Generalitat de Catalunya, Ramon García-Bragado, i el president de la fundació puntCAT, Joan Francesc Gras, van signar un conveni per a registrar tots els municipis i serveis públics amb aquest domini, dos mesos abans que s'obrís al públic general el 23 d'abril de 2006.

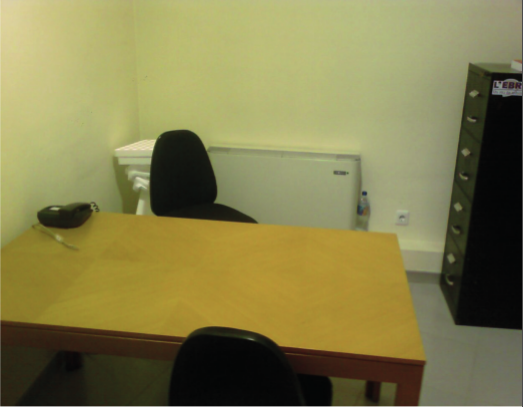
Oficina del .cat durant el primer any

El 13 de febrer de 2006 començava el Sunrise del domini .cat. L'oficina estava situada en un passadís a l'entrada de les oficines de l'IEC al carrer Maria Aurèlia Capmany de Barcelona. Supervisant el procés i validant a mà les sol·licituds de registre hi havia n'Amadeu Abril i Abril, en Joan Francesc Gras, aleshores President de la Fundació, en Werner Staub, enginyer suís de CORE i en Jordi Iparraguirre. El Sunrise va es va tancar el 21 d'abril de 2006, validant-se automàticament els dominis registrats en fase 2 que no es van registrar en fase 1, i els de fase 3 que no van ser registrats ni en fase 1 ni 2. A partir d'aquell moment tothom podia registrar un domini .cat.
El gener de 2010 el .cat va superar els 40.000 dominis registrats. El novembre de 2010 va rebre el Premi d'Honor Lluís Carulla. El desembre de 2011 es va celebrar el 5è aniversari de la creació del domini, amb més de 50.000 llocs webs registrats. Si bé en els primers anys el domini .cat fou més utilitzat per administracions, entitats cíviques, partits polítics i internautes, amb dades de 2012 el 56,8% dels llocs web amb .cat corresponien a empreses.
En set anys de funcionament va superar la xifra de 65.000 dominis registrats i el 2012 el .cat va ser el segon domini del món que més va créixer. El 2012 va experimentar un creixement del 18%, quatre punts més que l'any anterior.
El 20 de setembre de l'any 2017, en el context de l'Operació Anubis, les oficines de la fundació van ser escorcollades i el seu director de sistemes, Josep Masoliver, va ser detingut per la Guàrdia Civil i posteriorment deixat en llibertat el dia 22.
El gener del 2019 la Fundació puntCat renova la seva identitat corporativa amb una nova marca.
El 2022, la xifra de dominis registrats és de 112.068.
El juny del 2025, la Fundació puntCat es transforma en Accent Obert, una nova entitat que vol afrontar els nous reptes que el català es troba a internet.